# Pierre Richard Bruny
Pierre Richard Bruny   (Port-au-Prince, 6 d'abril de 1972) fou un futbolista haitià de la dècada de 2000.
Fou 89 cops internacional amb la selecció d'Haití.
Pel que fa a clubs, destacà a Don Bosco FC i Joe Public FC.